# Grella

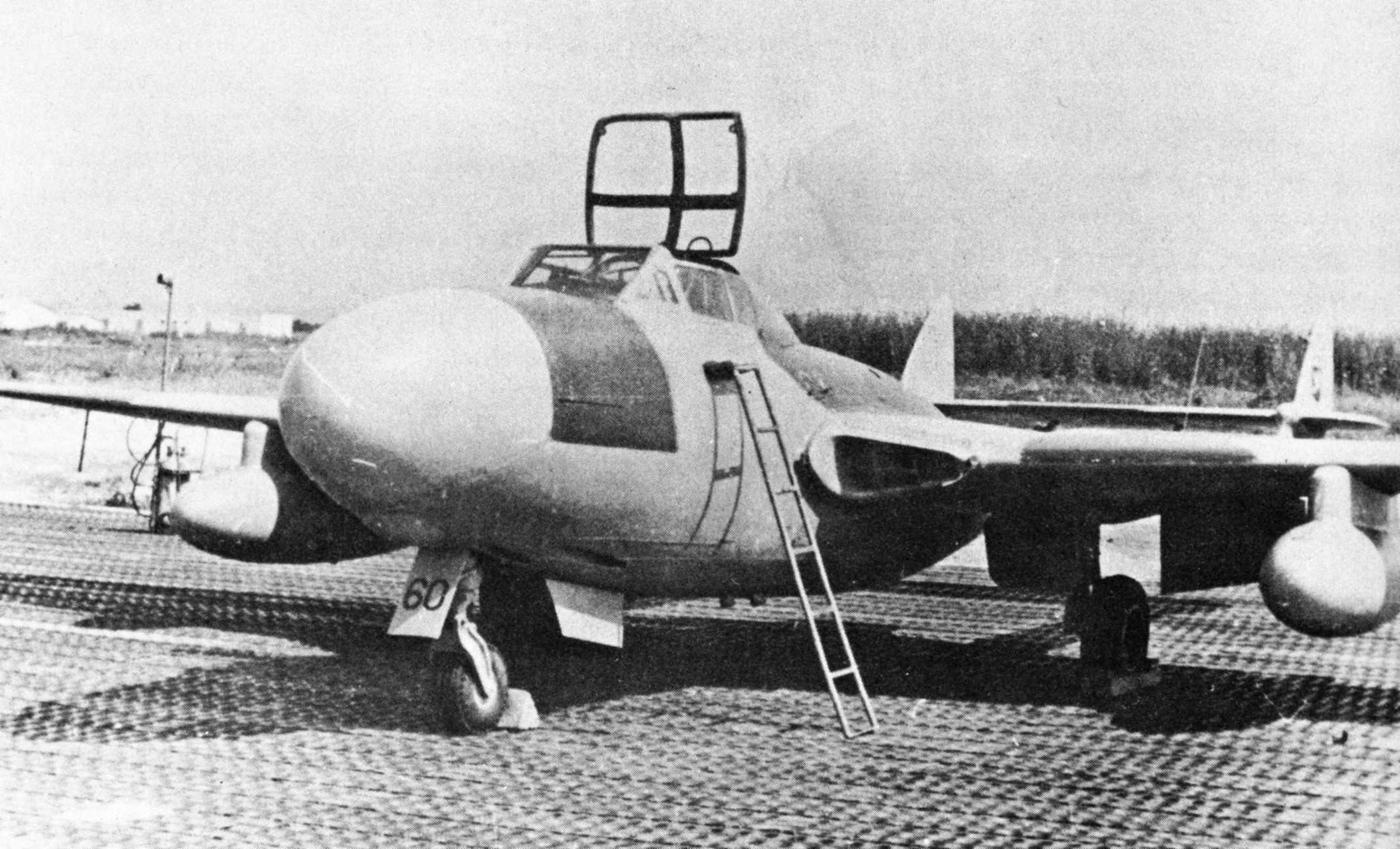
Un velivolo de Havilland DH.113 Vampire dell'Aeronautica Militare italiana, in un'area di sosta realizzata con grelle, Foto anni cinquanta.

Grella è il sostantivo femminile singolare di un neologismo derivato dal termine della lingua inglese grill che significa griglia, grata, o forse dall'alterazione e italianizzazione del cognome del loro inventore Greulich. Il termine, usato per lo più al plurale grelle, sta a indicare quei pannelli d'acciaio perforati (griglie) e componibili che, introdotti dagli americani durante la seconda guerra mondiale, stesi sul terreno e uniti ad altri servono per il rapido approntamento di aeroporti o di strade.
Il loro nome originale americano è ”Marsden Matting” ma sono più conosciute come "Marston mats" dal nome della città del North Carolina vicina all'aeroporto di Camp Mackall dove questi elementi vennero prodotti e sperimentati per la prima volta nel 1941.
Il materiale viene anche indicato nella terminologia NATO “NSN” (NATO Stock Number) con PSP, acronimo di pierced steel planking, in italiano grelle metalliche perforate.

## Descrizione
Le grelle sono strisce rettangolari di lamiera stampata e forata. Generalmente hanno una larghezza di 15 pollici (38,1 cm), una lunghezza di 10 piedi (304,8 cm.) ed un peso di 66 libbre (circa 30 kg). Presentano nervature longitudinali di irrigidimento a forma di “U” e fori di alleggerimento circolari disposti su 3 file da 29 fori ciascuna per un totale di 87 fori. Il contorno dei fori è ripiegato per aumentare la rigidità del sistema.
In corrispondenza dei bordi dei lati lunghi erano predisposti sistemi di aggancio con asole rettangolari e ganci ad “L”, che permettevano di unire tra loro le grelle se affiancate correttamente.
Per completare il fissaggio al suolo un paletto di acciaio a forma di “T” veniva infisso nel terreno attraverso uno dei fori. In alcuni casi si provvedeva all'elettrosaldatura dei pannelli.

## Caratteristiche tecniche e impiego
Prima dell'entrata in guerra degli Stati Uniti d'America, la forza aerea statunitense aveva richiesto all'U.S. Army Waterways Experiment Station (WES) di studiare un prodotto con particolari requisiti tattici quali la possibilità di realizzare rapidamente, anche su terreni poco preparati e non costipati, solide piste di atterraggio, aree di parcheggio e piste di rullaggio per gli aeroporti nonché la possibilità di disporre con rapidità di temporanee superfici di atterraggio da usare durante le riparazioni delle piste convenzionali eventualmente colpite dal nemico. Ultima e non meno importante richiesta era che il prodotto, oltre a sopportare il peso dei veicoli militari terrestri e degli aerei, fosse resistente, di facile produzione, trasporto, mimetizzazione e riparazione.
L'U.S. Army Waterways Experiment Station in collaborazione con diverse industrie studiò varie soluzioni fino a che Gerald G. Greulich della Carnegie-Illinois Steel Corporation sviluppò un disegno che portò, dopo modifiche e perfezionamenti, alla produzione, nel 1941, delle "pierced steel plank" (PSP).
L'elemento modulare prodotto rispondeva positivamente a tutti i requisiti richiesti. Le dimensioni (3,04 m x 0,38 m) e la leggerezza (30 kg) del singolo elemento permette l'agevole e rapida movimentazione da parte di due uomini ma anche da parte di un solo uomo per piccoli spostamenti. Anche il carico e lo scarico da autocarri risulta semplice e la forma del pezzo ne facilita lo stoccaggio.
La realizzazione di nervature e piegature della lamiera a seguito del procedimento di lavorazione con la pressa conferisce al singolo elemento modulare una particolare rigidezza e la capacità di ripartire sulla superficie del terreno, fino a valori sopportabili dal terreno stesso, il notevole carico verticale concentrato rappresentato dalle ruote del mezzo o dell'aereo evitando così lo sprofondamento e l'impantanamento.
La serie di fori circolari realizzati nel singolo modulo, oltre a contribuire alla rigidezza e all'alleggerimento dell'elemento, facilita il drenaggio delle acque meteoriche evitando ristagni d'acqua sulle piste e permettono all'erba di crescere al loro interno contribuendo notevolmente alla mimetizzazione della struttura.
Il sistema di aggancio tra i lati lunghi dei singoli elementi permette un facile e rapido assemblaggio. Al tempo stesso, tale aggancio garantisce una solida unione tra i moduli ed è in grado di sopportare e ripartire tra gli elementi attigui le spinte orizzontali generate dall'attrito delle ruote in movimento o in frenata.
Gli elementi metallici erano realizzati con una qualità di acciaio ricca di manganese che conferiva al prodotto una notevole resistenza alla corrosione.
Per costruire una pista lunga 1 500 metri e larga 50 occorrevano circa 75 000 grelle equivalenti a 990 metri cubi e un peso di circa 2 000 tonnellate.
Una pista di queste dimensioni poteva essere posta in opera in circa 175 ore di lavoro impiegando 100 uomini non specificatamente addestrati.

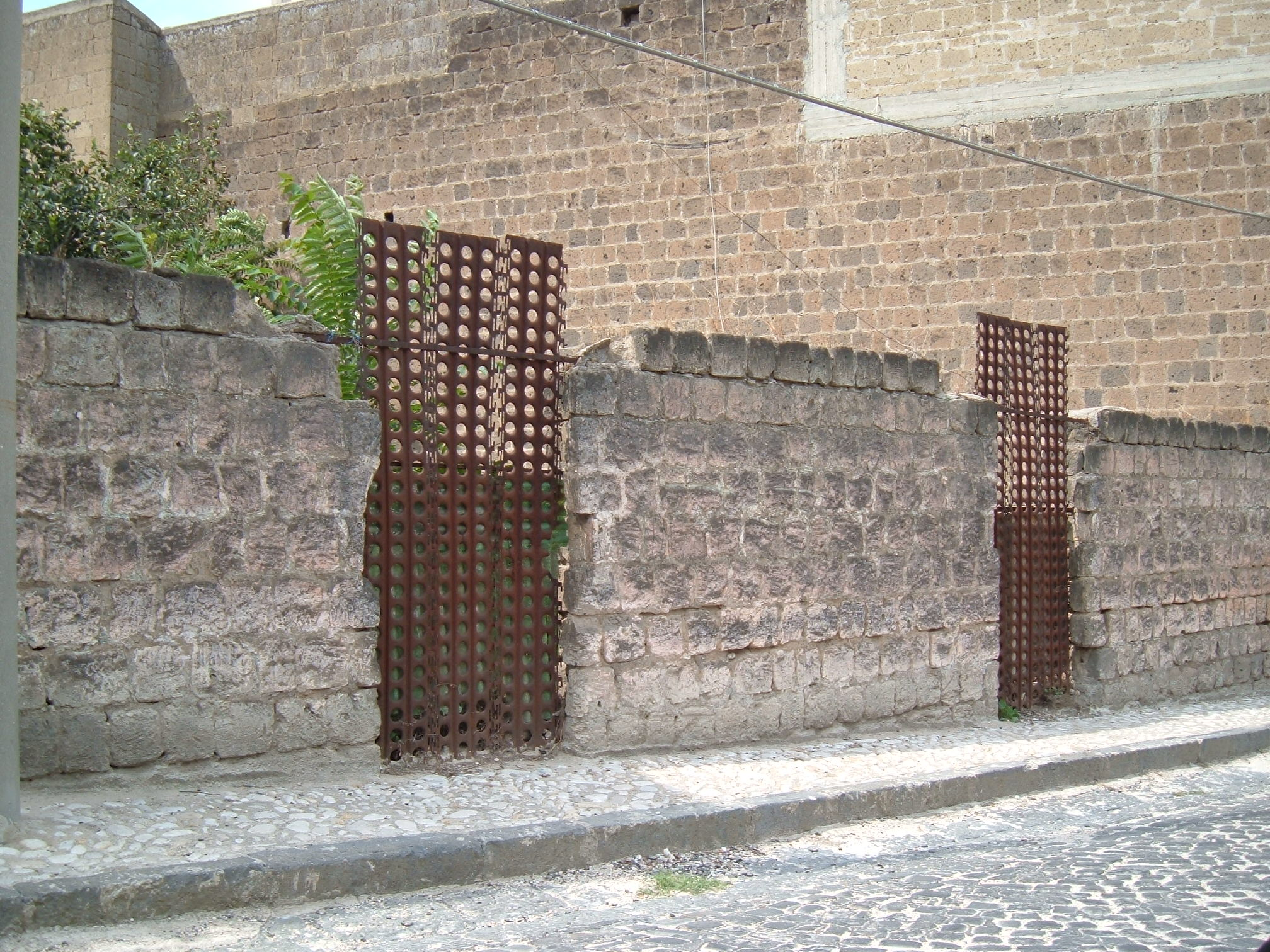
Grelle riutilizzate come cancelli a Sant'Angelo in Formis (CE) - Foto 2005.

Oltre all'impiego tattico durante la seconda guerra mondiale su tutti i fronti che videro impegnati gli Stati Uniti, dal Pacifico all'Europa, le grelle vennero utilizzate nell'immediato dopoguerra a servizio dell'aviazione civile. Vennero largamente usate anche durante la guerra di Corea e nel Vietnam.
Agli inizi del ponte aereo per Berlino nel 1946 le piste dell'aeroporto Tempelhof erano realizzate con i PSP, ma le grelle, progettate per sostenere il traffico aereo di caccia e di aerei cargo medi, venivano danneggiate dai continui atterraggi dei pesanti quadrimotori Douglas C-54 Skymaster statunitensi. Si ricorse quindi, nei tre minuti che intercorrevano tra un atterraggio e un altro, all'impiego di manovalanza berlinese per provvedere a colmare con sabbia gli avvallamenti che i carrelli dei pesanti aerei provocavano al contatto con la pista.
L'aeroporto di Milano-Linate, grazie al rapido prolungamento della pista originaria con l'impiego di grelle, portandola dai 600 m agli 800 m, riprese a funzionare con un collegamento per Roma operato dalla compagnia aerea Linee Aeree Italiane (LAI), nell'aprile del 1947.
Nel corso della seconda guerra mondiale gli Stati Uniti produssero grelle per una superficie complessiva di circa 74,5 milioni di metri quadrati.
La produzione fu così abbondante che dopo la guerra rimase una grande quantità di grelle in surplus che vennero impiegate nei modi più svariati.